# Tidningsrubrik

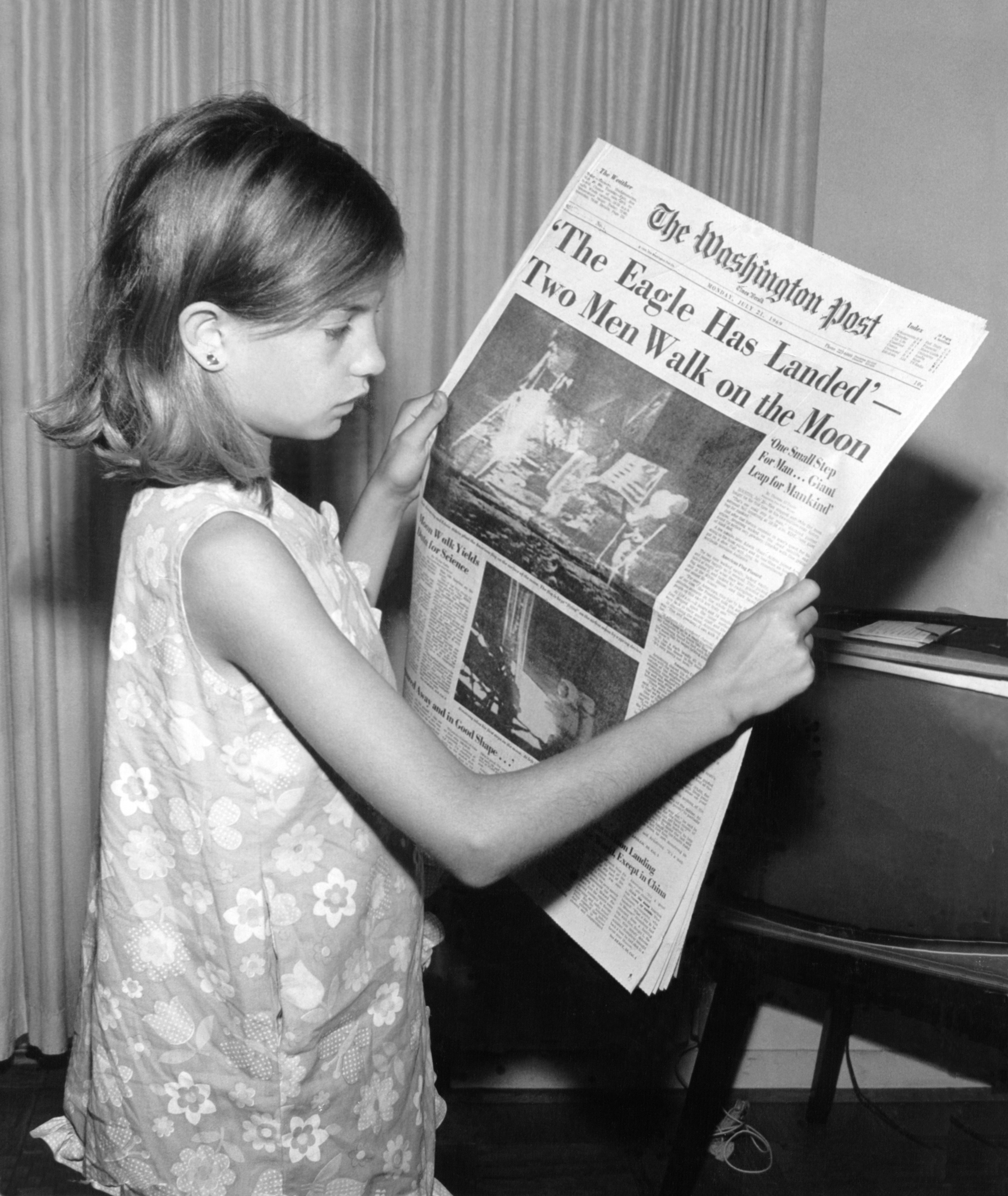
En ovanligt bred rubrik - över åtta spalter - förkunnar att människor för första gången satt sin fot på månen.

En tidningsrubrik är en rubrik i en tidningsartikel. Den är både beskrivande (som andra överskrifter) och ska locka till läsning (som del av tidningens marknadsföring).
Tidningsrubriker är ofta tryckta i stor, fet stil. En mindre, kort rubrik ovanför huvudrubriken kallas dårrad, medan en mindre rubrik nedanför huvudrubriken kallas nedryckare. En artikels brödtext avdelas ofta av mellanrubriker.

## Karaktär och produktion
Tidningsrubriker skiljer sig från andra rubriker eller överskrifter genom att de inte bara ska sammanfatta innehållet i en artikel utan också locka till läsning. Därför kan rubriksättaren vilja skruva eller vinkla rubriken så hårt som möjligt, utan att för den sakens skull göra avkall på sanningen. Rubriksättning utsätts ofta för kritik i modern journalistik. Rubriksättaren kanske inte har sakkunskap och har tidspress (inte tid att läsa artikeln), och kan därför välja en inkorrekt rubrik.
I tidningsvärlden är det i regel en redigerare som avgör vilken rubrik en artikel ska ha, snarare än den reporter som skrivit texten. Detta beror på att rubrikens formulering är tätt sammankopplad med tidningssidans formgivning.
Rubriksättning i webbtidningar följer i stort sett samma principer som i tidningar, förutom att det är betydligt vanligare att skribenten själv sätter rubriken.

## Rubriksorter

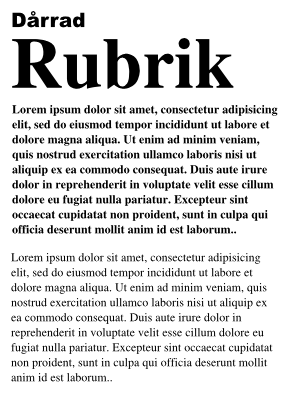

Vanliga rubriker sätts i olika grad för att skilja ut viktiga artiklar från mindre viktiga. I tidningar där texten skrivs horisontellt, till exempel de västerländska, anges ofta rubrikens storlek i antal spalter som rubriken täcker.

### Dårrad
En dårrad eller dårad är en kort rubrik över huvudrubriken. Ofta består dårraden av endast ett ord.
Dårrader används ofta för att ange vilken ort en nyhet utspelar sig på eller varifrån nyheten rapporterats.
Dårrad används ibland också för att kategorisera nyheten efter exempelvis olika idrotter på en sportsida.
Ordet dårrad var ett fackbegrepp, och innebar att införandet av en sådan extra rubrik skulle medföra att även “dårar” skulle förstå innehållet av artikeln.[källa behövs]

### Nedryckare

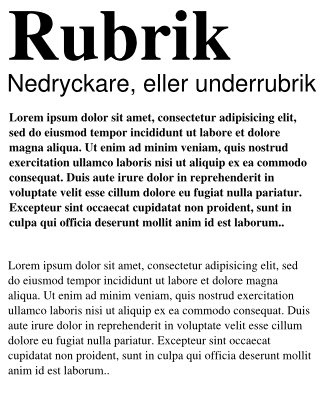

Nedryckare är tidnings- och webbvärldens namn på en underrubrik. Nedryckare används ibland för att förtydliga huvudrubriken eller ange vinkeln och ibland som en extra rubrik.
I nedryckaren ges ofta plats för ett citat ur texten, som hjälper till att ange hur artikeln är vinklad. Ibland används nedryckare som en direkt fortsättning på rubriken.

### Ingångsrubrik

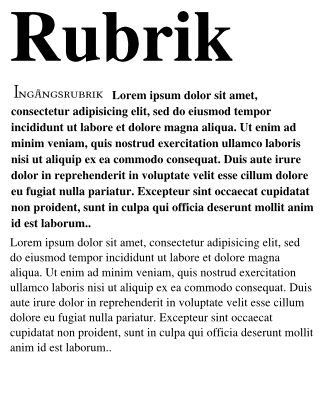
Ingångsrubrik.

En ingångsrubrik eller radrubrik är en kort rubrik som står före det första ordet i ingressen, bildtexten eller brödtexten. Det är vanligt att ingångsrubriken består av endast ett ord. Det finns en typografisk regel, som ofta inte följs, som säger att ingångsrubriker – i motsats till andra rubriker – ska avslutas med punkt.
Ingångsrubriker är ett av ytterst få ställen där kapitäler är vanliga i modern tidningstypografi.

### Ingress
I typografi är en ingång eller ingress ett eller flera ord i början av artikeln (brödtexten) som markeras med särskild stil. Det kan vara halvfet stil eller kapitäler, eller en lite större stil. Ibland är det hela första raden. En ingång är alltså strikt talat ingen rubrik, men har likheter med ingångsrubriker. Ingressen har samma funktion, att leda läsarens ögon rätt, som anfangen. Första meningen i artikeltexten kallas ibland också för ingång, även om den inte markeras typografiskt.

#### Överingress
Överingresser kan hålla ihop artiklar som hör ihop och som kan ha egna ingresser.

### Mellanrubrik
En mellanrubrik används för att dela in en text i olika avsnitt. En eggande mellanrubrik kan vara ett sätt att locka läsaren att fortsätta genom artikeln. Mellanrubriker tjänar också till att strukturera texten och göra det lätt att hitta i den, samt till att rent grafiskt lätta upp tidningssidan.

### Saxad rubrik

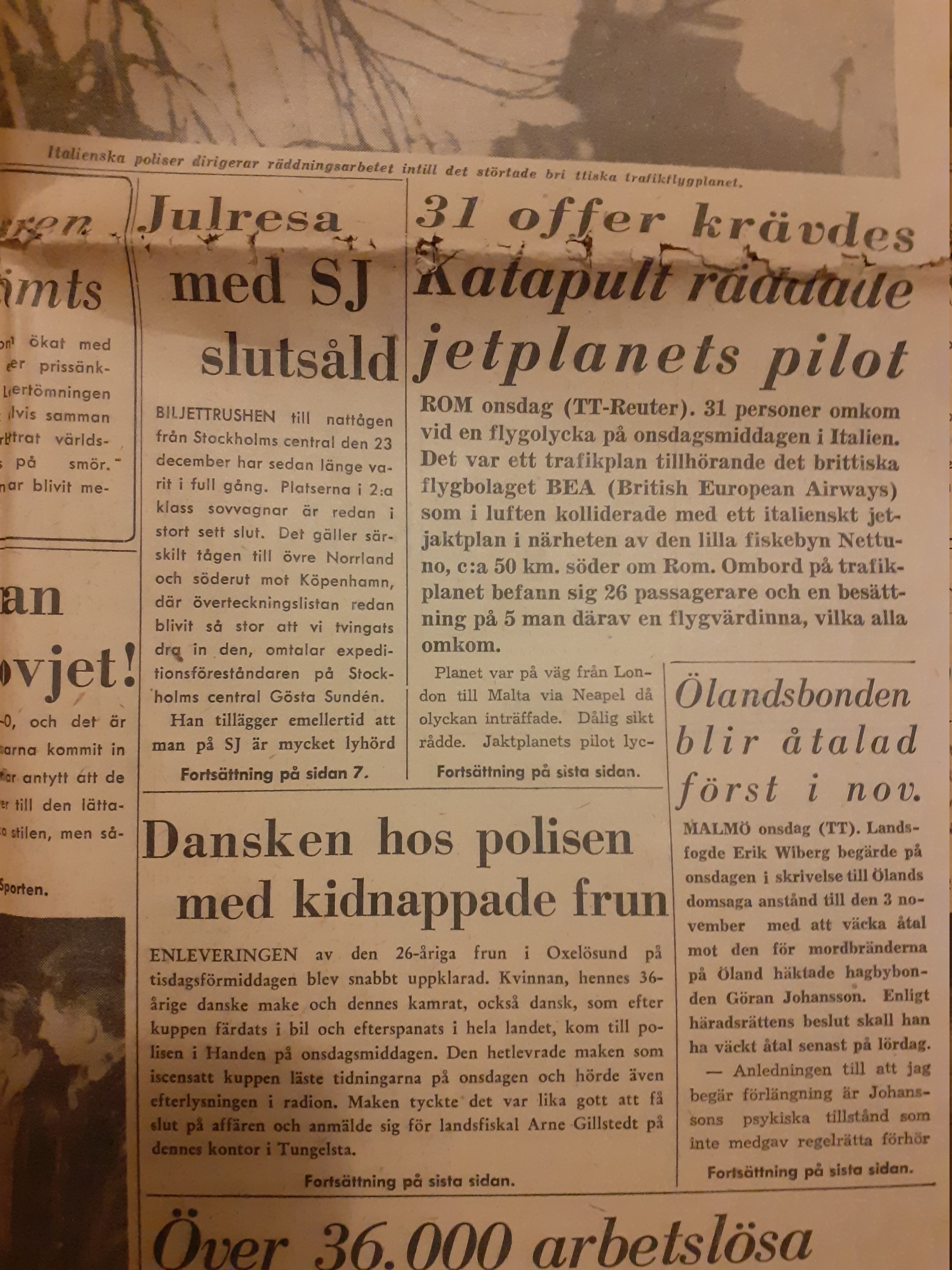
Exempel på saxade rubriker över tre respektive två rader i Morgon-Tidningen, 23 oktober 1958

Saxade rubriker var vanliga under en stor del av 1900-talet, men har nu[när?] nästan försvunnit. En saxad rubrik är treradig; den översta raden är vänsterställd, den mittersta centrerad, och den understa högerställd.

## Typsnitt
Rubriker och bilder ägnas i modern publicistik stor uppmärksamhet, eftersom de i stor utsträckning påverkar hur läsaren uppfattar en tidning eller webbpublikation. Många tidningar, exempelvis Dagens Nyheter och Svenska Dagbladet, har därför utvecklat egna varianter av typsnitt för rubrikerna.Kvällstidningarna, som ofta har rubriker med mindre kägel än grad (framför allt på löpsedeln och förstasidan), har tagit fram typsnittsvarianter med de diakritiska tecknen infällda i de versala bokstäverna. 

### Exempel på rubriktypsnitt
- Dagens Nyheter: Publico Banner, Guardian Sans
- Dagens Samhälle: Benton, Poynter
- Göteborgs-Posten: Myriad, Utopia, FF Clan
- Hallandsposten: Taz, Berkeley
- Hennes: Myriad, News
- Metro: Corpid, Metro Corpid
- Motor: Congress, Clarendon
- The New York Times: Cheltenham
- Populär Historia: Interstate
- Skånska Dagbladet: Vesta
- Sköna hem: Neutra Display Skh, Didot Skh
- Sydsvenskan: Benton Gothic Condensed, Centennial
- Svenska Dagbladet: Sueca, Poynter SvD OS, Forsberg (i logotypen)
- Vagabond: Gotham (black)
- Västerbottens-Kuriren: Hollander, Unit
- Östersunds-Posten: Taz[2][3]